# Narval (Q4)
Narval byla ponorka francouzského námořnictva. Ve službě byla v letech 1900–1909. Konstrukce ponorky obsahovala několik revolučních novinek, zejména dvouplášťový trup, periskop a kombinovaný pohonný systém. Derivátem ponorky Narval byly čtyři ponorky následující třídy Sirène.

## Stavba
Ponorka vznikla na základě soutěže, kterou pro konstruktéry vypsalo francouzské ministerstvo války v roce 1897. Požadována byla ponorka s výtlakem 200 tun a dosahem sto námořních mil na hladině a deset námořních mil pod hladinou. Posuzováno bylo 29 projektů, přičemž se svým návrhem zvítězil francouzský inženýr Maxime Laubeuf. Mezi jím navržené inovace patřil pohonný systém využívající naftový kotel a parní stroj pro plavbu na hladině a nabíjení baterií pro elektromotor, pohánějící ponorku pod hladinou. Narval tak byla první francouzská ponorka kombinující dva druhy ponohu a zároveň s dvouplášťovým trupem, tedy vnitřním tlakovým trupem, který kryl ještě lehký vnější trup. Jako první ponorka byl navíc vybaven periskopem. Předchozí francouzské ponorky, kupříkladu Gymnote spuštěná na vodu roku 1888, měly pohon pouze elektromotorem, bez možnosti dobití akumulátorů během plavby, což značně omezovalo jejich akční rádius. Předchozí typy tedy byly spíše pouze experimentálními či zkušebními plavidly, s takřka nulovou bojovou hodnotou.
Ponorku Narval postavila francouzská loděnice Arsenal de Cherbourg v Cherbourgu. Stavba byla zahájena roku 1898. Na vodu byla psuštěna 21. října 1899 a do služby byla přijata roku 1900.

## Konstrukce

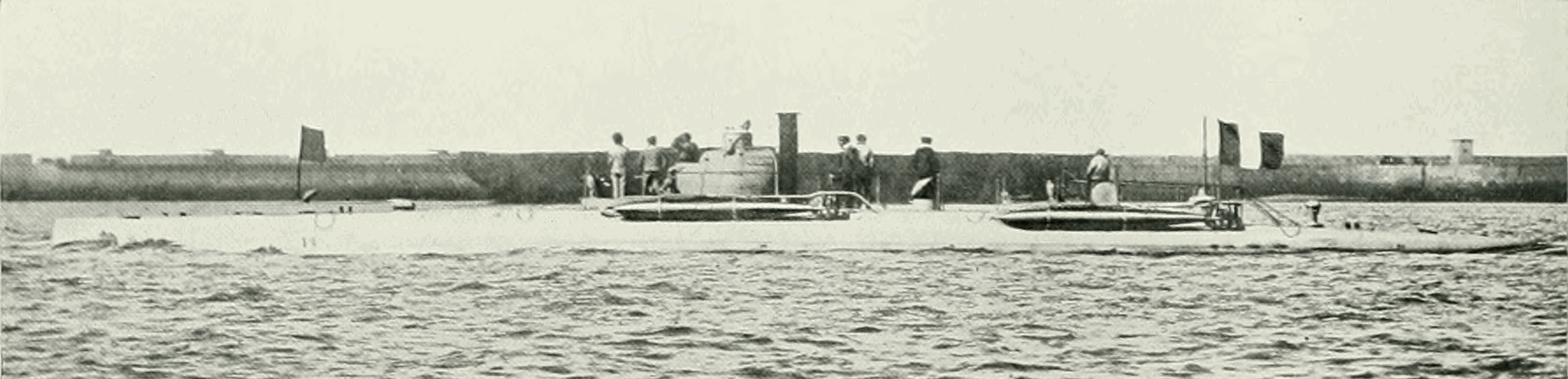
Ponorka Narval v roce 1902

Ponorka měla dvouplášťovou konstrukci. Trup nebyl konstruován celý jako tlakové těleso, ale jako dvě do sebe vložené konstrukce. Tlakové těleso mělo tvar válce a bylo vloženo dovnitř trupu tvarovaného jako člun. Vnější trup (v němž byly i balastní nádrže) mohl pak být vyroben z tenkého a tedy i lehkého plechu. To byla zásadní výhoda například proti konstrukcím jednoplášťových ponorek amerického konstruktéra J. P. Hollanda). Ponorka byla vyzbrojena čtyřmi 450mm torpédy, které byly uloženy externě a vypouštěny z výklopných systémů typu Drzewiecki. Pohoný systém tvořil naftou vytápěný parní kotel Adoplhe-Seigle a parní stroj s trojnásobnou expanzí o výkonu 220 ihp pro plavbu na hladině a jeden elektromotor o výkonu 80 shp pro plavbu pod hladinou. Lodní šroub byl jeden. Nejvyšší rychlost dosahovala 9,9 uzlu na hladině a 5,3 uzlu pod hladinou. Dosah byl 345 námořních mil při rychlosti 8,8 uzlu na hladině a 58 námořních mil při rychlosti 2,8 uzlu pod hladinou. Operační hloubka ponoru dosahovala třicet metrů. Příprava na ponoření zpočátku trvala 21 minut, což se během služby podařilo zkrátit na 12 minut.